# Província de Paktika
La província de Paktika (paixtu پکتیکا) és una divisió administrativa de l'Afganistan al sud-est del país, de majoria paixtu (96%). La seva capital és Sharan. La superfície és de 19.482 km² i la població de 393.800 habitants (2009).
Fins al 1982 la província formava part de Paktia (junta amb la de Khost, que també fou segregada el 1994). Després de l'ocupació nord-americana foren necessàries moltes forces per mantenir el control de la província. El 2004 el mateix governador provincial es va aliar als talibans que van dominar la part oriental, i milers de soldats hi van haver de ser enviats. El 2009 la xarxa Haqqani, aliada dels talibans, dominava els districtes de Barmal i Sarobi i les forces de Mullah Sangeen Zadran (lloctinent del cap de la xarxa Haqqani, Siraj Haqqani) tenien forta presència a la resta on els americans havien d'actuar gairebé exclusivament amb avions i helicòpters.

## Districts

Districtes de Paktika.

| Districte     | Capital | Població | Àrea | Notes                                   |
| ------------- | ------- | -------- | ---- | --------------------------------------- |
| Barmal        |         | 88.028   |      |                                         |
| Dila          |         | 50.203   |      |                                         |
| Gayan         |         | 42.495   |      |                                         |
| Gomal         |         | 64.275   |      |                                         |
| Jani Khel     |         | 35.251   |      | Creat el 2005 segregat de Zarghun Shahr |
| Mata Khan     |         | 19.758   |      |                                         |
| Nika          |         | 15.103   |      |                                         |
| Omna          |         | 25.690   |      |                                         |
| Sar Hawza     |         | 36.236   |      |                                         |
| Sarobi        |         | 48.291   |      |                                         |
| Sharan        |         | 54.416   |      |                                         |
| Terwa         |         | 15.332   |      | Creat el 2005 segregat de Waza Khwa     |
| Urgun         |         | 89.718   |      |                                         |
| Waza Khwa     |         | 50.818   |      | Sub-dividit el 2005                     |
| Wor Mamay     |         | 30.135   |      |                                         |
| Yahya Khel    |         | 30,161   |      | Creat el 2005 segregat de Zarghun Shahr |
| Yosuf Khel    |         | 32.648   |      | Creat el 2005 segregat de Zarghun Shahr |
| Zarghun Shahr |         | 38.024   |      | Sub-dividit el 2005                     |
| Ziruk         |         | 43.190   |      |                                         |